# 춘천기상대
춘천기상대는 강원특별자치도 춘천시에 있는 강원지방기상청 산하 대한민국 기상청의 기상대이다. 1966년 1월 중앙관상대 춘천측후소로 시작했으며 1992년 현 명칭인 춘천기상대로 명칭이 확정되었다. 2010년 강원영서 센터기상대 역할을 받아 춘천시의 지상기상관측, 기후자료의 작성 및 통계업무를 맡고 있으며 강원영서 기상기후서비스를 제공하고 있다.

## 춘천신북 위성기준점

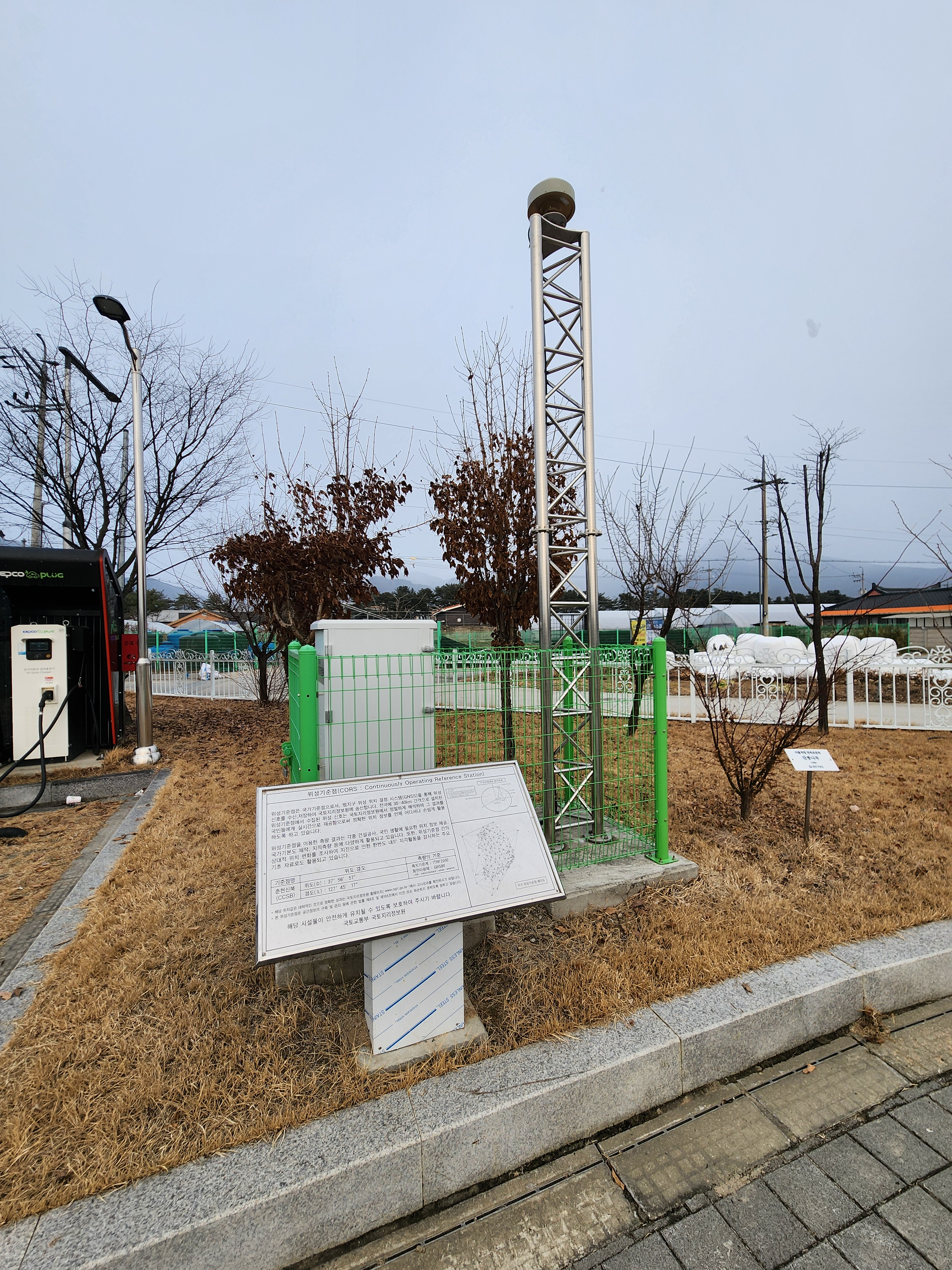
춘천신북 위성기준점의 모습.

국토지리정보원이 운영하는 대한민국의 위성기준점(CORS) 중 춘천신북 기준점(CCSB)가 춘천기상대 내에 소재해 있다.

## 조직

### 소속분실
- 대관령 기상관측소
- 원성 기상관측소
- 삼척 기상관측소
- 인제 무인기상관측소
- 홍천 무인기상관측소